# 赖谢斯博伊恩
赖谢斯博伊恩（德語：Reichersbeuern，發音：[ˈʁaɪçɐsˌbɔʏɐn]）是德国巴伐利亚州上巴伐利亚行政区巴特特尔茨-沃尔夫拉茨豪森县的市镇，面积15.41平方千米，2023年12月31日人口为2,487人。